# 三次藩
三次藩（みよしはん）は、広島藩の支藩。江戸時代中期まで備後国北部を領有した。藩庁として三次に三次陣屋が置かれた。知行高は5万石。

## 概要
寛永9年（1632年）初代広島藩主・浅野長晟の庶子で長男の長治が三次郡・恵蘇郡を与えられ立藩した。享保4年（1719年）4月、4代・長経は13歳（幕府への届出上、実際には11歳）で没し一旦は広島藩領となったが、同年11月、長経の弟・長寔に相続が認められた。しかし、長寔も翌、享保5年（1720年）10歳（実際には8歳）で没したため廃藩となった。忠臣蔵で有名な浅野内匠頭の正室、阿久里のお里方(実家)である。

## 歴代三次藩主
浅野家
5万石 （1632年 - 1720年）
1. 長治
2. 長照
3. 長澄
4. 長経
5. 長寔